# ワレリー・ゲラシモフ
ワレリー・ワシリエヴィチ・ゲラシモフ（ロシア語: Вале́рий Васи́льевич Гера́симов; IPA: [vɐˈlʲerʲɪj vɐˈsʲilʲɪvʲɪtɕ gʲɪˈrasʲɪməf]、1955年9月8日 - ）は、ロシアの軍人。階級は上級大将。2012年よりロシア連邦軍参謀総長兼第一国防次官。戦略家であり、軍事的手段を政治、経済、情報、人道などの非軍事活動と同等に位置づけた「ゲラシモフ・ドクトリン」の提唱者とされている。
2022年ロシアのウクライナ侵攻の総司令官に任命されたことが発表されたが、同年7月には解任されたとも報じられている。2024年6月25日より、ウクライナの電力インフラを攻撃した戦争犯罪の容疑により、国際刑事裁判所(ICC)から逮捕状が出ている。

## 出生・学歴
ソビエト連邦タタール自治ソビエト社会主義共和国のカザンに生まれる。カザン・スヴォーロフ軍事学校（1971-1973年）、カザン高等戦車指揮学校（1973-1977年）、マリノフスキー機甲部隊軍事アカデミー（1984-1987年）、ロシア連邦軍参謀本部軍事アカデミー（1995-1997年）を卒業した。

## 軍歴
1977年から、当時はソ連の衛星国だったポーランド駐留の北方軍集団第90親衛戦車師団第80戦車連隊で小隊・中隊長、大隊の首席参謀、1982年から1984年まで極東軍管区第29自動車化狙撃師団の大隊首席参謀と大隊長を務めた。
1987年にマリノフスキー機甲部隊軍事アカデミーを卒業後、沿バルト軍管区・北西軍集団第144親衛自動車化狙撃師団の副戦車連隊長、同連隊長、副師団長を歴任し、ソビエト連邦の崩壊後の1993年には師団長に就任した。
1997年に参謀本部軍事アカデミーを卒業後、モスクワ軍管区の第一副司令官（1997-1998年）を務め、1998年2月からは北カフカーズ軍管区第58諸兵科連合軍参謀長、副司令官を歴任、2001年2月には司令官に就任した。第二次チェチェン紛争では大規模な戦闘行動に従事した。
2003年3月から極東軍管区参謀長、2005年4月から軍隊の戦闘訓練・サービス主管部部長を歴任。2006年12月、北カフカーズ軍管区参謀長に就任。
2007年12月11日から2009年2月5日までレニングラード軍管区司令官、2009年2月5日から2010年12月23日までモスクワ軍管区司令官を務めた。
2010年12月23日、大統領令により、ロシア連邦軍参謀本部副長官に任命された。
2009年から2012年にかけて、独ソ戦の戦勝記念日パレードの指揮を執った。
2012年4月26日、中央軍管区司令官に任命された。

### ロシア連邦軍参謀総長として
2012年11月9日、ロシア国防省の汚職疑惑のあおりを受け、国防相のアナトーリー・セルジュコフおよびロシア連邦軍参謀総長のニコライ・マカロフが解任された。セルゲイ・ショイグ新国防相は、ロシア大統領ウラジーミル・プーチンに対し、参謀総長および国防省第一副大臣の地位にゲラシモフを指名し、同日プーチン大統領により任命された。
2014年、ドンバス戦争のイロヴァイスクの戦いは、ロシア軍と親ロシア反乱軍の決定的勝利となり、ミンスク合意のきっかけの一つとなったが、ロシア側の総指揮官はゲラシモフであったとウクライナ保安庁は主張している。この戦いでは1000人以上のウクライナ兵が犠牲となった。
2016年5月、ロシア大統領により、最高の国家賞であるロシア連邦英雄の称号を授与された。
ロシア・ウクライナ危機 (2021年-2022年)下の2021年12月9日、ゲラシモフはウクライナ政府に対し、ドンバス戦争を武力で解決しようとしないよう警告を発した。ゲラシモフは「ロシアのウクライナ侵攻が迫っているという情報は嘘だ」と述べたが、2022年のロシアのウクライナ侵攻の計画に関与していたとみられている。 
2022年のロシアのウクライナ侵攻において、ゲラシモフがロシア軍を自ら指揮するため、前線であるハルキウ州イジュームに到着したと報道された。ゲラシモフは、2022年5月1日にイジューム付近でウクライナ軍の砲撃により脚を負傷したと報道された。アメリカ合衆国は諜報活動などでウクライナを支援しており、2人のアメリカ当局者がゲラシモフのこの地域への滞在を確認したが、あるウクライナ当局者はウクライナは特にゲラシモフを狙っていなかったとし、指揮所が襲われたときゲラシモフは既にロシアへ戻るために出発していたと述べている。
5月2日時点において、アメリカ当局もゲラシモフの負傷の事実を確認できておらず、ロシア当局からも発表はなされていない。
同年12月18日、ウクライナ大統領府顧問のオレクシイ・アレストビッチがインターネット・メディアによるインタビューで、「4月後半から5月」、ゲラシモフがいた司令部を攻撃したが直前に立ち去っていたと明らかにした。米国の『ニューヨーク・タイムズ』は、アメリカは、戦争の激化を懸念してゲラシモフ殺害計画の中止をウクライナに求めたものの間に合わなかったと報じている。
2023年1月11日、ウクライナ侵攻総司令官の座をセルゲイ・スロヴィキンから引き継ぎ、スロヴィキンは副司令官となることが国防省より発表された。しかし、その手腕はセルゲイ・ショイグ国防相とともに民間軍事会社ワグネルの創始者エフゲニー・プリゴジンより批判の的となってきた。6月にプリゴジンが軍上層部に反旗を翻し引き起こした反乱は事実上失敗に終わったが、その後は公の場に姿を見せることがなくなり、7月8日にはウクライナ侵攻の総司令官を解任され、現在はミハイル・テプリンスキー大将が実際の指揮を取っていると報じられている。

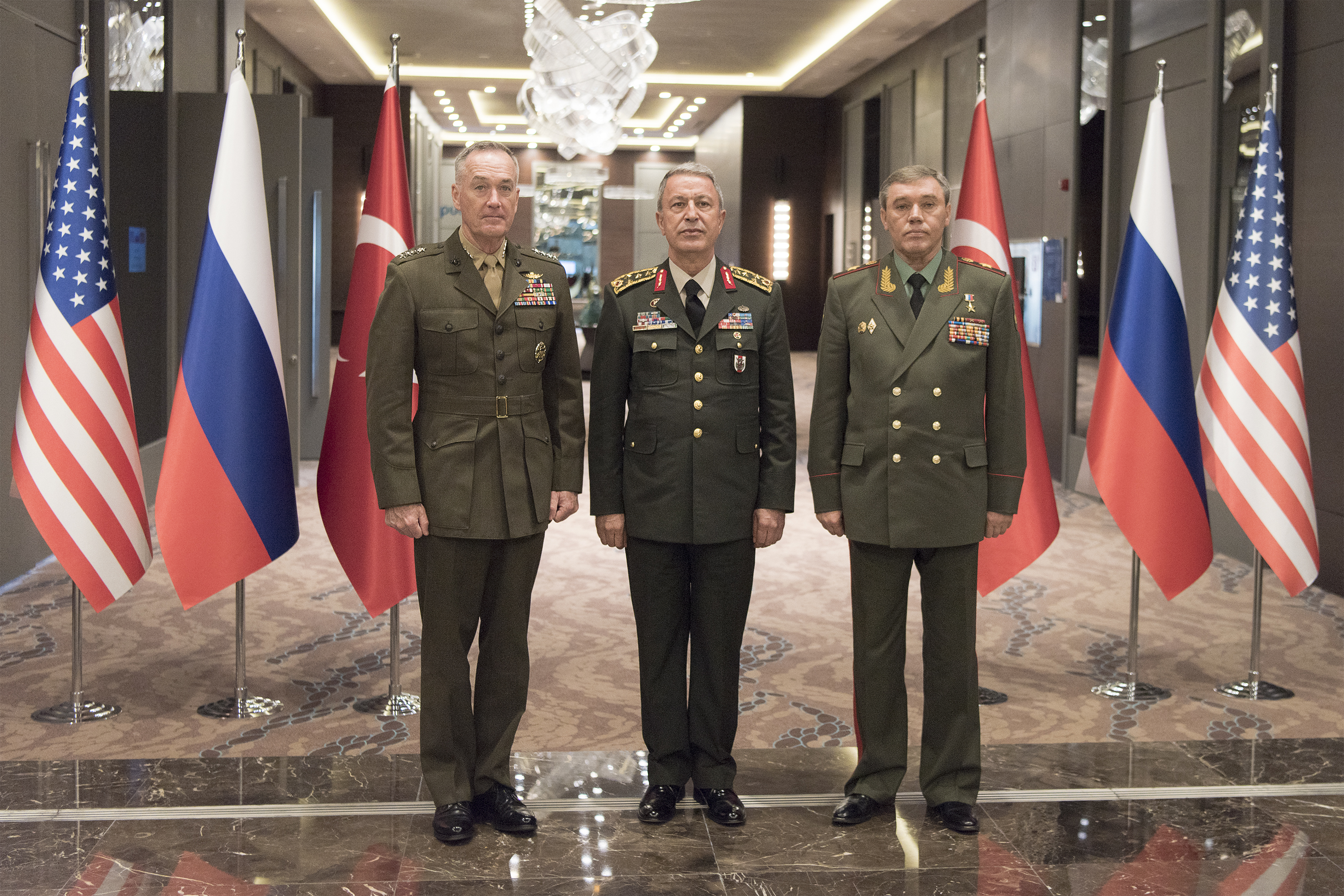
2017年3月6日、シリア北部での活動についての会議にて。右がゲラシモフ。アメリカ統合参謀本部議長ジョセフ・ダンフォード（左）とトルコ軍参謀総長フュシ・アカール（中央）と共に撮影。

## 制裁
2014年4月に、ゲラシモフは「ウクライナの領土の完全性、主権および独立を損なうまたは脅迫する行動に関して」というEUの制裁対象リストに追加された。2014年5月、カナダ、リヒテンシュタイン、スイス は、ウクライナに介入したこと、ロシア軍をウクライナ国境付近に展開したことへの責任、またそれらの行為によるウクライナとの緊張の高まりを緩和しなかったことを理由として、ゲラシモフを制裁リストに追加したという。2014年9月にオーストラリアは、ゲラシモフをウクライナに関連する制裁措置のリストに加えた。
2022年3月1日、日本国政府は、ロシアによるウクライナへの軍事侵攻に伴い、ゲラシモフの資産を凍結した。

## 家族
既婚者であり、息子が1人いる。2022年ロシアのウクライナ侵攻で戦死したロシア陸軍少将ヴィタリー・ゲラシモフは彼の甥とみられている。

## ゲラシモフ・ドクトリン
2013年2月、ゲラシモフは軍事科学アカデミーでハイブリッド戦争に関する発表を行い、その主要テーマが、新聞『軍産クーリエ』において論文「科学の価値は先見性にある（ロシア語:Ценность науки в предвидении）」として掲載された。これは、現代の国家間紛争の概念を再定義し、軍事行動を政治、経済、情報、人道などの非軍事活動と同等に位置づけるものである。このドクトリンでは、軍事行動と非軍事行動の比率を1:4と定めている。この論文が出版されて以降のロシアのウクライナに対する行動が、このドクトリンに完全に沿ったものであるとみなされ、この語は広く知られるようになった。